# Осипцов Володимир Нестерович
Володимир Нестерович Осипцов (1950, Шевченко — 8 квітня 2008) — віцепрезидент ВАТ «Азовмаш».

## Біографія
Народився в селі Шевченко Нікольського району Донецької області. З перших днів своєї трудової діяльності пов'язав життя з «Азовмашем», пропрацювавши на підприємстві 40 років. Почавши свій трудовий стаж робітником, він виріс до старшого майстра дільниці, що випускає автопаливозаправників для цивільної та військової авіації не тільки колишнього СРСР, а й Європи, Азії та Африки. Очолювана ним ділянка була однією з найкращих в оборонному машинобудуванні.
З 1992 року Володимир Нестерович Осипцов — директор з маркетингу державної фірми, а потім ВАТ «Азов-загального машинобудування». З 2000 року він — перший віце-президент ВАТ «Азовзагальмаш» і одночасно працює до 2005 року першим заступником генерального директора ВАТ «МЗТМ». З 2005 року — директор ЗАТ «Торговий дім» Азов-загального машинобудування, голова наглядових рад акціонерних товариств, що входять у ВАТ «Азовмаш».
В останні роки життя Володимир Нестерович був Першим заступником генерального директора — директором з корпоративних прав ВАТ «Азовмаш», генеральним директором ЗАТ «Українська промислово-транспортна компанія» і ЗАТ «Торговий дім Азовзагальмаш», депутатом Донецької обласної ради.
З ім'ям Володимира Нестерович Осипцова пов'язані активна участь в акціонуванні ВАТ «Азовзагальмаш» і ВАТ «Азовмаш», успішне виконання стратегії виведення підприємства з кризи і його відродження як флагмана машинобудування СНД.
Помер 8 квітня 2008 року.

## Нагороди, пам'ять

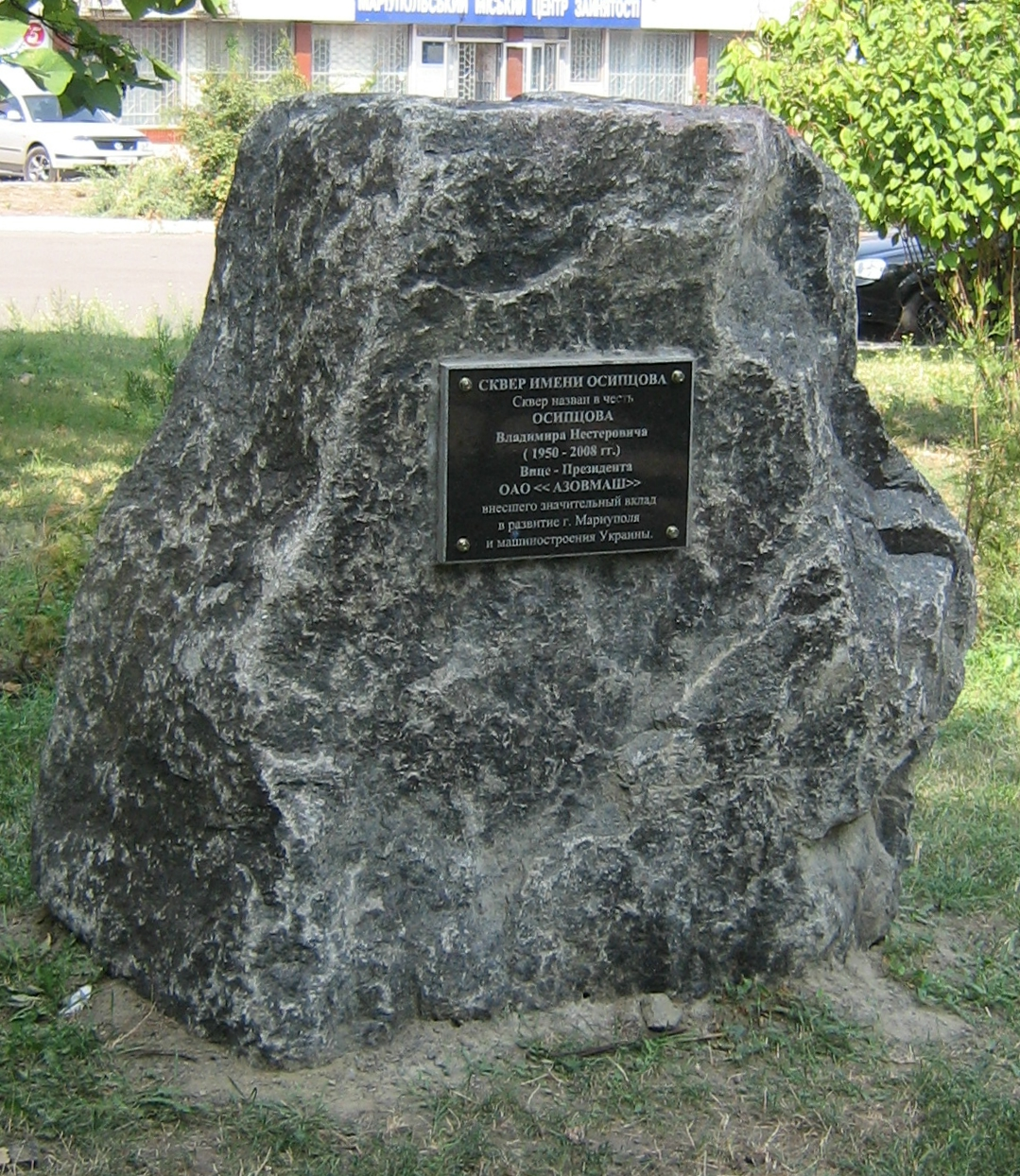
Камінь у сквері Осипцова

Його заслуги перед Україною оцінені орденом «За заслуги» ІІІ ступеня і званням «Заслужений машинобудівник України».
В Маріуполі в честь Володимира Осипцова названо сквер, де встановлено пам'ятний камінь.